# 1570 a tudományban
Az 1570. év a tudományban és a technikában.

## Események
- Antwerpenben megjelenik az első modern atlasz, Abraham Ortelius brabanti térképész, földrajztudós munkája, a Theatrum Orbis Terrarum (Világszínház).
- A távcső feltalálása.